# يوزف دوق ساكس-ألتنبورغ
يوزف (Joseph Georg Friedrich Ernst Karl؛ يوزف غيورغ فريدرش إرنست كارل؛ 27 أغسطس 1789 - 25 نوفمبر 1868)؛ كان دوق ساكس-ألتنبورغ منذ 1834 حتى 1848.

## السيرة الذاتية
يوزف هو الابن الثاني والأول الباقي على قيد الحياة لـ فريدرش دوق ساكس-هيلدبورغهاوزن (ساكس-ألتنبورغ منذ عام 1826)؛ والدوقة شارلوت جورجين من مكلنبورغ ستريليتس، كانت والدته شقيقة لويزه عقيلة ملك بروسيا وابنة شقيق شارلوت عقيلة ملك المملكة المتحدة، في حين شمل أخواته تيريز عقيلة ملك بافاريا ولويزا عقيلة دوق ناساو، أصبح يوزف خليفة والده في المنصب بعد وفاته في عام 1834.
في عام 1814 حارب يوزف وشقيقه غيورغ مع الحلفاء ضد فرنسا خلال الحروب النابليونية، قام يوزف بإنشاء عدة مباني في ألتنبورغ، ولكن حكومته اعتبرت محافظة ومقاومة للإصلاح؛ ولهذا السبب اضطر إلى التنازل عن العرش أثناء الثورة المدنية عام 1848، لصالح شقيقه غيورغ.

## الزواج

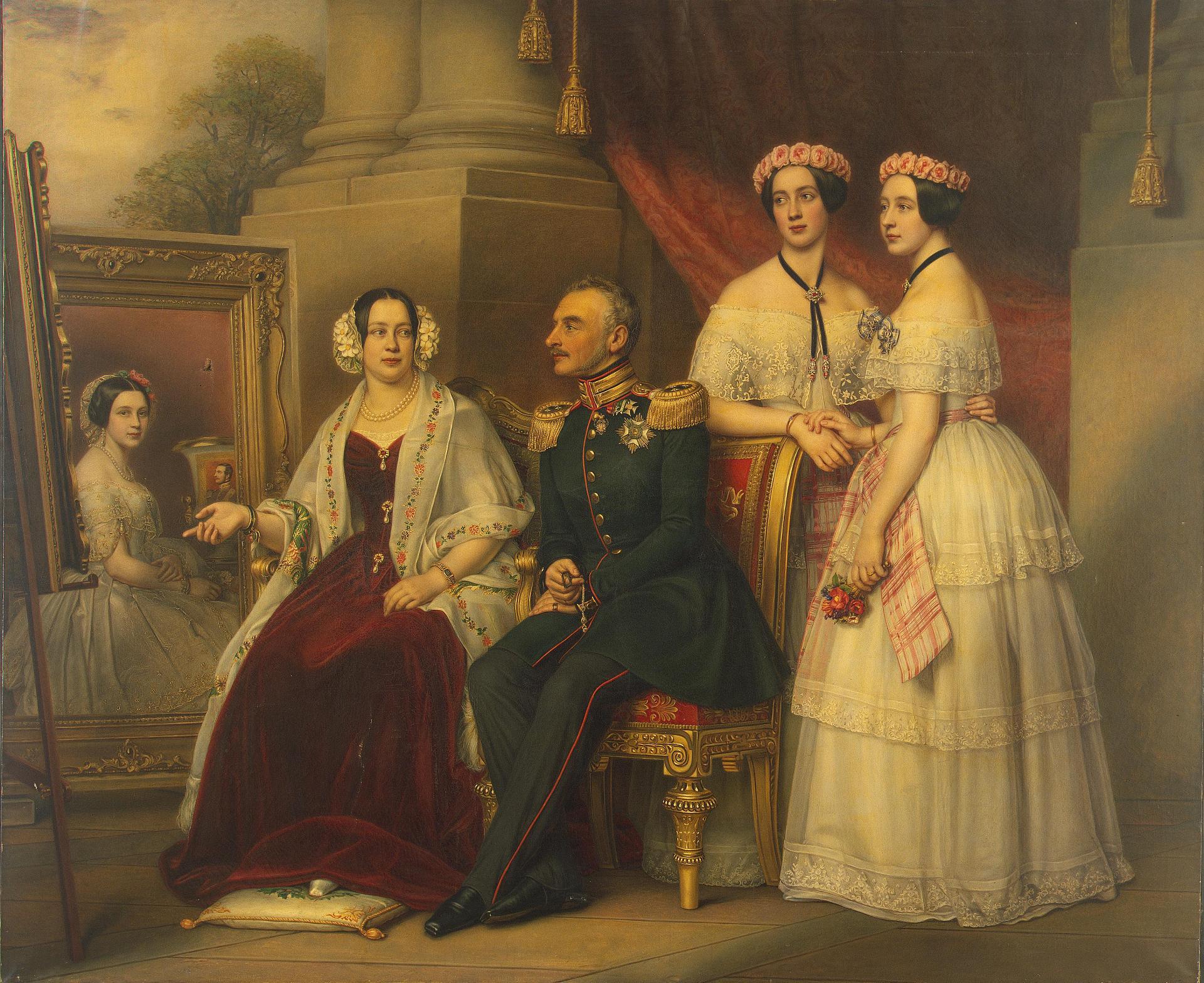
الدوق يوزف مع زوجته وبناته.

بـ كيرشهايم أونتر تك في 24 أبريل 1817 تزوج يوزف من الدوقة أميليا ابنة الدوق لودفيغ من فورتمبيرغ، كان لديهم ست بنات:
- ماري (هيلدبورغهاوزن؛ 14 أبريل 1818 - غموندن؛ 9 يناير 1907)؛ تزوجت في 18 فبراير 1843 من غيورغ الخامس ملك هانوفر، لهم ذرية.
- بولين (كيرشهايم أونتر تك؛ 24 نوفمبر 1819 - هيلدبورغهاوزن؛ 11 يناير 1825)؛ توفيت صغيرة.
- تيريز (هيلدبورغهاوزن؛ 9 أكتوبر 1823 - ألتنبورغ؛ 3 أبريل 1915)؛ غير متزوجة.
- إليزابيث (هيلدبورغهاوزن؛ 26 مارس 1826 - أولدنبورغ؛ 2 فبراير 1896)؛ تزوجت في 10 فبراير 1852 من بيتر الثاني دوق أولدنبورغ الأكبر، لهم ذرية.
- ألكسندرا (ألتينبورغ،؛ 8 يوليو 1830 - سانت بطرسبرغ؛ 6 يوليو 1911)؛ تزوجت في 11 سبتمبر 1848 من الدوق الأكبر قسطنطين نيكولايفيتش الروسي، عند زواجها أخذت اسم ألكسندرا يوسيفوفنا، لهم ذرية بما في ذلك أولغا عقيلة ملك اليونان.
- لويز (ألتنبورغ؛ 4 يونيو 1832 - هوملسهاین؛ 29 أغسطس 1833)؛ توفيت صغيرة.